# メアリー・ボイス
ノーラ・エリザベス・メアリー・ボイス（Nora Elisabeth Mary Boyce、1920年8月2日 – 2006年4月4日）は、イギリスのイラン語群学者（インド・イラン語派）。王立アジア協会が、宗教研究の顕著な貢献者に対して毎年授与しているボイス賞は、彼女により制定された。

## 経歴
ケンブリッジ大学ニューナム・カレッジで、英語、考古学、人類学を学び、2科目最優等生で卒業した。ゾロアスター研究で著名。

## 日本語訳
- 『ゾロアスター教　三五〇〇年の歴史』、山本由美子訳

筑摩書房、1983年／改訂版・講談社学術文庫、2010年。ISBN 978-4062919807